# Campionato Juniores Dilettanti
Il Campionato Juniores Dilettanti è, dalla stagione 1992-1993, un torneo a livello giovanile organizzato dalla Lega Nazionale Dilettanti della FIGC. Vi prendono parte i calciatori under-19 delle società vincitrici dei 20 campionati juniores regionali di Eccellenza e Promozione, con la possibilità di schierare per ogni incontro 3 calciatori under 20.
Dal 1992-93 e fino alla stagione 99-2000, il campionato comprendeva anche le formazioni giovanili dell'allora Campionato Nazionale Dilettanti, ma in occasione della trasformazione di quest'ultimo nell'attuale Serie D, per tali formazioni venne creato un torneo a parte, il Campionato Juniores Nazionali.
Dal 2000-01 viene mantenuto il Campionato Juniores Regionali, denominato Campionato Juniores Dilettanti, che viene organizzato da ciascun comitato regionale della FIGC e vi prendono parte le squadre giovanili di Eccellenza e Promozione, oltre ad altre compagini che ne fanno richiesta e che rispondono a determinati requisiti. Le vincenti di ogni regione partecipano ad una fase finale nazionale.
Vi è anche il Campionato Juniores Provinciali riservato alle società dalla Prima Categoria in giù, a quelle di puro settore giovanile ed alle squadre di Eccellenza e Promozione che non partecipano al torneo Regionale. È a livello provinciale, con una fase finale regionale.
In realtà il campionato nazionale Juniores è molto più antico ed esisteva già negli anni sessanta, diviso fra pro, semiprò e dilettanti.

## Albo d'oro
Si riporta di seguito l'albo d'oro della competizione riconosciuto dalla Lega Nazionale Dilettanti.
| Anno      |                                                               |                                                               |                                                               |       |
| Anno      | Vincitore                                                     | Risultato                                                     | 2º posto                                                      | Note  |
| --------- | ------------------------------------------------------------- | ------------------------------------------------------------- | ------------------------------------------------------------- | ----- |
| 1992-1993 | Tor di Quinto, Roma                                           | 5-4 dtr                                                       | Virescit Boccaleone                                           |       |
| 1993-1994 | Valleverde Riccione                                           |                                                               | Partinicaudace, Partinico                                     |       |
| 1994-1995 | Ladispoli                                                     |                                                               |                                                               |       |
| 1995-1996 | Ferentino                                                     | 1-0                                                           | Renato Curi                                                   |       |
| 1996-1997 | San Marino                                                    | 4-0                                                           | Spes Montesacro, Roma                                         |       |
| 1997-1998 | Rieti                                                         |                                                               |                                                               |       |
| 1998-1999 | Sambenedettese                                                |                                                               |                                                               |       |
| 1999-2000 | Puteolana                                                     | 2-0                                                           | Bassano Virtus                                                |       |
| 2000-2001 | Sacilese                                                      |                                                               |                                                               |       |
| 2001-2002 | Cannara, Cannara                                              | dtr (1-1 dts)                                                 | Sibilla El Brazil Flegrea, Bacoli                             |       |
| 2002-2003 | Tolmezzo, Tolmezzo                                            | 2-2 (3-2 dts)                                                 | JRVS Ascoli, Ascoli Piceno                                    |       |
| 2003-2004 | San Luigi, Trieste                                            | 3-1                                                           | Pro Trepuzzi, Trepuzzi                                        |       |
| 2004-2005 | San Lorenzo Roma                                              | 2-2 (3-2 dts)                                                 | Darfo Boario                                                  |       |
| 2005-2006 | Tor di Quinto, Roma                                           | 2-0                                                           | Civitanovese                                                  |       |
| 2006-2007 | Pianura, Napoli                                               | 0-0 (1-0 dts)                                                 | Tor di Quinto, Roma                                           |       |
| 2007-2008 | N. Tor Tre Teste, Roma                                        | 3-1                                                           | San Piero a Sieve                                             |       |
| 2008-2009 | Tor di Quinto, Roma                                           | 2-1                                                           | Pietrasanta Marina                                            |       |
| 2009-2010 | Tor di Quinto, Roma                                           | 1-0                                                           | Brixen, Bressanone                                            |       |
| 2010-2011 | Real Misano, Rimini                                           | 2-0                                                           | Soverato                                                      |       |
| 2011-2012 | Vigor Perconti, Roma                                          | 3-2                                                           | Liventina, Motta di Livenza                                   |       |
| 2012-2013 | Vado                                                          | 2-0                                                           | Manduria                                                      |       |
| 2013-2014 | Piovese, Padova                                               | 4-3                                                           | Vigor Perconti, Roma                                          |       |
| 2014-2015 | Vigor Perconti, Roma                                          | 1-0                                                           | AlzanoCene                                                    |       |
| 2015-2016 | Vigor Perconti, Roma                                          | 1-0                                                           | Settimo                                                       |       |
| 2016-2017 | Tor di Quinto, Roma                                           | 5-3                                                           | Fenegrò                                                       |       |
| 2017-2018 | Lastrigiana, Lastra a Signa                                   | 2-2 (7-5 dtr)                                                 | Tor di Quinto, Roma                                           |       |
| 2018-2019 | Romulea                                                       | 3-2                                                           | Varesina, Venegono Superiore                                  |       |
| 2019-2020 | Non assegnata                                                 | Non assegnata                                                 | Non assegnata                                                 | [ 4 ] |
| 2020-2021 | Non disputata                                                 | Non disputata                                                 | Non disputata                                                 | [ 4 ] |
| 2021-2022 | Disputate solo le fasi regionali, annullata la fase nazionale | Disputate solo le fasi regionali, annullata la fase nazionale | Disputate solo le fasi regionali, annullata la fase nazionale | [ 5 ] |
| 2022-2023 | Volpiano Pianese                                              | 1-1 (2-1 dts)                                                 | Sant'Agnello                                                  | [ 6 ] |
| 2023-2024 | Lastrigiana                                                   | 2-1                                                           | R.C. Angolana                                                 | [ 7 ] |
| 2024-2025 | Sestese                                                       | 5-0                                                           | R.C. Angolana                                                 | [ 8 ] |

## Titoli nazionali per squadra
| Squadra                                          | Titoli | Edizioni                                              |
| ------------------------------------------------ | ------ | ----------------------------------------------------- |
| USD Tor di Quinto, Roma, Lazio                   | 5      | 1992-1993, 2005-2006, 2008-2009, 2009-2010, 2016-2017 |
| Vigor Perconti, Roma, Lazio                      | 3      | 2011-2012, 2014-2015, 2015-2016                       |
| Lastrigiana, Lastra a Signa, Toscana             | 2      | 2017-2018, 2023-2024                                  |
| Valleverde Riccione, Riccione, Emilia-Romagna    | 1      | 1993-1994                                             |
| Ladispoli, Ladispoli, Lazio                      | 1      | 1994-1995                                             |
| Ferentino, Ferentino, Lazio                      | 1      | 1995-1996                                             |
| San Marino, San Marino                           | 1      | 1996-1997                                             |
| Rieti, Rieti, Lazio                              | 1      | 1997-1998                                             |
| Sambenedettese, San Benedetto del Tronto, Marche | 1      | 1998-1999                                             |
| Puteolana, Pozzuoli, Campania                    | 1      | 1999-2000                                             |
| Sacilese, Sacile, Friuli-Venezia Giulia          | 1      | 2000-2001                                             |
| Cannara, Cannara, Umbria                         | 1      | 2001-2002                                             |
| Tolmezzo, Tolmezzo, Friuli-Venezia Giulia        | 1      | 2002-2003                                             |
| San Luigi, Trieste, Friuli-Venezia Giulia        | 1      | 2003-2004                                             |
| San Lorenzo Roma, Roma, Lazio                    | 1      | 2004-2005                                             |
| Pianura, Napoli, Campania                        | 1      | 2006-2007                                             |
| N. Tor Tre Teste, Roma, Lazio                    | 1      | 2007-2008                                             |
| Real Misano, Rimini, Emilia-Romagna              | 1      | 2010-2011                                             |
| Vado, Vado Ligure, Liguria                       | 1      | 2012-2013                                             |
| Piovese, Padova, Veneto                          | 1      | 2013-2014                                             |
| Romulea, Roma, Lazio                             | 1      | 2018-2019                                             |
| Volpiano Pianese, Volpiano, Piemonte             | 1      | 2022-2023                                             |
| Sestese, Sesto Fiorentino, Toscana               | 1      | 2024-2025                                             |